# Louis Lincoln Emmerson
Louis Lincoln Emmerson, född 27 december 1863 i Albion i Illinois, död 4 februari 1941 i Mount Vernon i Illinois, var en amerikansk republikansk politiker. Han var Illinois guvernör 1929–1933.
Emmerson flyttade 1883 till Mount Vernon i Illinois och blev senare bankdirektör. Han gifte sig 1887 med Ann Mathews. Paret fick två döttrar: Aline och Dorothy. Han var delstatens statssekreterare (Illinois Secretary of State) 1917–1929. Emmerson efterträdde 1929 Len Small som guvernör och efterträddes 1933 av Henry Horner.
Emmersons grav finns på Oakwood Cemetery i Mount Vernon i Illinois. Han var frimurare och medlem i Odd Fellows.